# Dreamfall: The Longest Journey
Dreamfall: The Longest Journey, é um video-jogo de aventura com elementos de acção-aventura. Foi lançado para as plataformas de PC, Xbox e Xbox 360 em 17 de Abril de 2006 pela desenvolvedora norueguesa Funcom. No dia 1 de Março de 2007, foi anunciada uma sequela episódica com o título de Dreamfall Chapters, e a Funcom considerou a ideia de um MMO (Massively Multiplayer Online Game), um jogo multiplayer online capaz de suportar centenas de jogadores em simultâneo, situado no universo do jogo The Longest Journey.
O jogo é a sequência para o título anterior lançado pela Funcom, The Longest Journey, lançado em 1999, e ocorre dez anos depois dos eventos do primeiro jogo.
A história é centrada em très personagens, Zoë Castillo, April Ryan, e Kian Alvane, que vivem em dois mundos paralelos: a tecnologicamente avançada Stark e a mágica Arcadia. 
April foi a protagonista do primeiro jogo, enquanto que os outros dois são personagens novos. O enredo principal segue Zoë, uma residente de Stark que investiga o desaparecimento do seu ex-namorado e outras ocorrências misteriosas que a conduzem a April. Enquanto isso, em Arcadia, April luta contra o vil Império dos Azadi, enquanto Kian, um soldado Azadi de elite, é mandado assassiná-la. O jogo contém personagens que voltam a aparecer, tais como Brian Westhouse e Gordon Halloway, mas jogar The Longest Journey não é um pré-requisito para compreender a trama deste jogo.
Dreamfall foi generalmente bem recebido tanto pelos críticos como pelos jogadores. Os meios de comunicação louvaram a história e a caracterização no jogo mas criticaram os seus elementos de combate e de furtividade, e também o seu final envolto em suspense. As versões de PC e de Xbox receberam a classificação média de 75% e de 73%, respectivamente, no site da Metacritic, comparado com a classificação de 91% do jogo original. De acordo com o relatório anual de 2006 da Funcom, as vendas para PC foram "satisfatórias", enquanto que as vendas para a versão da Xbox não cumpriram as expectativas, presumivelmente porque a Xbox 360 eclipsou a Xbox original pela altura em que Dreamfall foi lançado.

## Jogabilidade
Ao longo do jogo, o jogador controla alternativamente quatro personagens: Brian Westhouse, Zoë Castillo, April Ryan e Kian Alvane a partir de uma perspectiva de terceira-pessoa para explorar vários locais, apanhar e combinar items e resolver puzzles. Isto faz a história avançar, sendo isso mesmo visto através de cutscenes no desenvolver da história e através de diálogos. As escolhas que se fazem nos diálogos poderão afectar as relações com as várias personagens ao longo do jogo.
O sistema de interface é simples, parecendo-se muito com a jogabilidade das consolas. O jogador tanto pode interagir directamente com personagens, ou pode ouvir através de um sistema remoto. É possível escutar certas conversas a uma certa distância, mesmo isso acontecendo raramente no enredo total. Os diálogos têm, no máximo, quatro opções, sendo retratadas no ecrã, numa forma vagamente circular. O inventário é uma lista situada em baixo, com as opções de seleccionar, interagir, examinar ou voltar depois de um item ter sido seleccionado.

## Síntese
A história é situada em dois mundos paralelos: Stark e Arcadia.
A protagonista do jogo, Zoë, habita em Stark, no ano de 2219, e tudo começa com uma série de interferências estáticas que começam a afectar esse mundo. Essas interferências contêm uma mensagem para Zoë: "Encontra a April Ryan. Salva a April."
Aparentemente, só Zoë as consegue ver - uma figura fantasmagórica que habita numa casa negra, numa paisagem glacial. Zoë não faz ideia do que será, mas tudo muda quando um amigo seu desaparece.
É então que Zoë se decide a fazer tudo o que estiver ao seu alcance para encontrar o seu amigo, levando-a isso a uma conspiração que envolve os dois mundos e que sucede há já centenas de anos.

### Historial
No primeiro jogo, The Longest Journey, foi estabilizado que a Terra, de facto, consiste em dois mundos paralelos: a tecnologicamente avançada Stark, onde Zoë reside, e a mágica Arcadia, onde reside April e Kian. A transição entre esses dois mundos é possível apenas em sonhos e através de uma habilidade extremamente rara chamada de "Shifting" (Deslocamento). Durante mais de doze centenas de anos, o Balanço entre os Mundos Gémeos foi preservado pelos Guardiões poderosos e pela Ordem da Sentinela. Em 2209, April Ryan, uma residente de Stark aparentemente normal mas também inconscientemente uma Deslocadora, soube através das Sentinelas que a terrível organização Vanguarda sequestrou o décimo-segundo Guardião antes que o décimo-terceiro pudesse ocupar o seu lugar. Isto colocou a existência do Balanço e dos Mundos Gémeos em grande perigo, por isso April embarcou numa aventura para encontrar ambos os Guardiões e para restaurar o Balanço.
Em viagem, April ficou a saber que ela mesma era a décima-terceira Guardiã e também a filha do ancião Dragão Branco. Após uma longa e perigosa viagem, ela liberta o velho Guardião e trá-lo de volta para o seu Reino. Mas uma vez aí, eles descobrem que o próximo Guardião é, afinal, não ela mas o segundo-chefe da Vanguarda, Gordon Halloway, que a tinha perseguido ao longo da sua viagem.
Depois de Gordon se reformar e de assumir os seus direitos legítimos, April vai-se embora para Arcadia.
Em Dreamfall, alguns personagens referem-se ao "Colapso", um evento catastrófico que ocorreu em Stark imediatamente a seguir aos eventos de The Longest Journey. O Colapso nunca é descrito no jogo, mas de acordo com material suplementar e com o site oficial do jogo, muitas tecnologias avançadas, tais como viagens interestelares mais rápidas que a luz, anti-gravidade, e interfaces neurais, deixaram de funcionar. O Colapso durou vários dias e foi acompanhado por ocorrências traumáticas sobrenaturais, tanto que o pai de Zoë, por exemplo, não a deixava sair à rua para proteger a sua sanidade. Como resultado, logo a seguir a essas ocorrências, as autoridades de Stark estabeleceram um agência global de polícia chamada de "EYE" para lidar com o aumento do crime e para introduzir "The Wire" (O Fio), uma rede de informação para conectar todos os aparelhos electrónicos do planeta. O Colapso coincidiu com a ascensão do teocrático e industrial Império dos Azadi -- que em Persa significa: "liberdade" -- em Arcadia. Os Azadi conquistaram os Países Arcadianos do Norte, exilando as Sentinelas da região e fazendo propaganda à sua própria religião. Isto criou um movimento da resistência, do qual April faz parte em Dreamfall.

## Lançamentos
Dreamfall: The Longest Journey foi lançado para a Microsoft Windows no dia 17 de Abril de 2006 nos E.U.A. e no dia 18 de Abril na Europa, disponível tanto em 6 CDs como apenas num DVD. Uma Edição Limitada de Dreamfall foi também lançada, contendo a versão em DVD do jogo, um EP da banda sonora com quatro músicas de Magnet, um artista norueguês, e um livro de arte de capa dura com 92 páginas intitulado "The Art of Dreamfall".
A versão do jogo para a Xbox foi lançada a 8 de Abril e a 11 de Agosto de 2006 nos Estados Unidos e na Europa, respectivamente.

## Áudio
A maior parte da música em Dreamfall foi composta por Leon Willett, que se juntou à equipa de produção no último ano do desenvolvimento do jogo. Willett passou dez meses a compor a música, sendo o maior desafio torná-la tanto coesa e reflectindo os vários acontecimentos no jogo.
Willett afirmou que, por causa duma nova premissa e de uma maneira mais cinematográfica de contar a história em Dreamfall, ele raramente considerou usar a música de The Longest Journey como inspiração.
A banda sonora, Dreamfall: The Longest Journey Original Soundtrack foi lançada em Agosto de 2006. Contêm a música original composta por Leon Willett para o jogo, e também outras faixas feitas por outros músicos, incluindo Simon Poole e Morten Sørlie, ambos envolvidos na produção de áudio no jogo. Foi nomeada para a categoria de Melhor Composição Musical de Video-Jogo nos MTV Video Music Awards de 2006, mas acabou por perder.
Todas as músicas do cantor norueguês Magnet que foram incluídas no jogo foram lançadas num EP separado pertencente à Edição Limitada do jogo. "Be With You", a única faixa composta exclusivamente para o jogo, é ouvida em várias ocasiões; no lobby do edifício do apartamento de Reza, durante as viagens de Zoë para o Japão e para São Petersburgo, e durante os créditos finais. "My Darling Curse"  toca quando ela apanha um Vactrax para Newport, e "Nothing Hurts Now" é ouvida quando Zoë fica no apartamento de Damien e no fim, quando ela está deitada na sua cama a chorar.

## Crítica
A maior parte das críticas sobre Dreamfall foram positivas, concordando com a qualidade da história, com a apresentação gráfica e com a dublagem. Embora também alguns críticos tenham lamentado as poucas opções de jogabilidade, e tenham criticado os novos elementos de furtividade e de combate do jogo como simplistas e não satisfatórios.